# Zeppelin P-klasse
Zeppelin P-klasse var typebetegnelsen for 22 luftskibe bygget 1915-16 under 1. verdenskrig af Luftschiffbau Zeppelin med fabrikations-numrene LZ 38-LZ 63.
Der blev leveret 10 P-klasse zeppelinere fra de forskellige monteringshaller i Friedrichshafen, Löwental og Potsdam til den tyske kejserlige marine og 12 til det tyske kejserriges hær, som forsynedes med taktiske numre:
| Marinen | Hæren |
| --- | --- |
| - LZ 40 - L 10 Löwental - LZ 41 - L 11 Friedrichshafen - LZ 43 - L 12 Friedrichshafen - LZ 45 - L 13 Friedrichshafen - LZ 46 - L 14 Friedrichshafen - LZ 48 - L 15 Löwental - LZ 50 - L 16 Friedrichshafen - LZ 52 - L 18 Löwental - LZ 53 - L 17 Friedrichshafen - LZ 54 - L 19 Friedrichshafen | - LZ 38 Friedrichshafen - LZ 42 - LZ 72 Potsdam - LZ 44 - LZ 74 Löwental - LZ 47 - LZ 77 Friedrichshafen/Löwental - LZ 49 - LZ 79 Potsdam - LZ 51 - LZ 81 Löwental - LZ 55 - LZ 85 Potsdam - LZ 56 - LZ 86 Potsdam - LZ 57 - LZ 87 Löwental - LZ 58 - LZ 88 Potsdam - LZ 60 - LZ 90 Potsdam - LZ 63 - LZ 93 Potsdam |

## Specifikationer
P-klassen var en videreudvikling af Zeppelin M-klassen med større dimensioner og 4 motorer, og havde stel af duraluminium og lukkede gondoler ligesom overgangsmodellerne N- og O-klasse. 
Der var en forstærket køl som på N-klassen (LZ 26) og strømlinet krop ligesom på O-klassen (L 9 og LZ 39), med parallel dug på de midterste 60 meter.
1. 1 2  Bygget med 1 motor på 240 hk og 3 motorer på 210 hk
2. 1 2 3 4 5 6 7 8 9 10 11 12 13  Bygget med 240 hk motorer ligesom zeppelin Q-klasse
3. 1 2 3 4 5 6  Senere forlænget til 178,5 m ligesom zeppelin Q-klasse

| Længde     | 163,5 m                                          |
| Diameter   | 18,7 m                                           |
| Gasvolumen | 32.920 m³ (16 gasceller)                         |
| Motorer    | 4 stk. Maybach CX 6-cylinder 210 hk rækkemotorer |
| Hastighed  | 92 km/t max, 63 km/t cruise                      |
| Tophøjde   | 3,5 km                                           |
| Besætning  | 19                                               |

Tom vægt 20.800 kg, nyttelast 16.200 kg og totalvægt 37.000 kg.
De 3 bagerste propeller blev trukket af 3 motorer placeret i bagerste gondol.
Luftskibene bevæbnedes med 7-8 maskingeværer. Som regel var marinens vandkølede MG 08 og hærens luftkølede Parabellum MG 14.
Bombelasten var 2 ton eller mere ved reduceret benzin-last.

## Benyttet i Tønder
Marineluftskibene L 18, L 19 og L 17 var i den rækkefølge stationeret på luftskibsbasen i Tønder.
L 18 og L 17 brændte hhv. 17. november 1915 og 28. december 1916 i Toska-hallen ved uheld og L 19 nødlandede 1. februar 1916 på Nordsøen, hvor alle ombord druknede efter at være blevet efterladt af et tililende skib.

## Eksterne links
- Zeppelin p-class - jleslie48.com
- Les zeppelins de série p Arkiveret 9. oktober 2014 hos  Wayback Machine - lzdream.net
- Zeppelin L.10 (LZ-40) P-class Airship (1915) - militaryfactory.com
- Zeppelin Type P Arkiveret 17. oktober 2014 hos  Wayback Machine - all-aero.com
- Zeppelin Class P - sas1946.com
- Differentiate Class of the Zeppelin series Arkiveret 16. oktober 2014 hos  Wayback Machine - wbs.ne.jp
- Zeppelin-Militärluftschiffe: Entwicklungen bis Ende 1915 Arkiveret 19. oktober 2014 hos  Wayback Machine - suite101.de